# ريما سان جوزيبي
ريما سان جوزيبي هي قرية صغيرة تقع في بلدية ألتو سيرمينزا في مقاطعة فرشيلي في منطقة بيدمونت الإيطالية، وتقع على بعد حوالي 90 كيلومتر (56 ميل) شمال تورينو وحوالي 70 كيلومتر (43 ميل) شمال غرب فرشيلي.